# Lady Nina
Lady Nina è un singolo del gruppo musicale britannico Marillion, pubblicato nell'aprile 1986 come unico estratto dall'EP Brief Encounter.

## Descrizione
Il brano affonda le proprie origini nel 1985, quando venne composto durante le sessioni di registrazione del terzo album Misplaced Childhood. I Marillion decisero di scartarlo dalla lista tracce definitiva del disco in quanto si integrava musicalmente o testualmente all'interno del concept album, sebbene la EMI fosse intenzionata a volerlo pubblicare come singolo.
Dopo essere stato inserito come b-side di Kayleigh nel maggio 1985, Lady Nina uscì per il mercato statunitense circa un anno più tardi per promuovere l'EP Brief Counter.

## Tracce
Testi e musiche dei Marillion.
7" (Stati Uniti)
- Lato A

1. Lady Nina – 3:39

- Lato B

1. Heart of Lothian – 3:47

12" promozionale (Stati Uniti)
- Lato A

1. Lady Nina (Album Version) – 5:45

- Lato B

1. Lady Nina (Single Version) – 3:39

## Formazione
Gruppo
- Fish – voce
- Steve Rothery – chitarra
- Pete Trewavas – basso
- Mark Kelly – tastiera
- Ian Mosley – percussioni

Produzione
- Chris Kimsey – produzione, missaggio
- Thomas Steimler – registrazione
- Mark Freegard – assistenza al missaggio

## Classifiche
| Classifica (1986)             | Posizione massima |
| ----------------------------- | ----------------- |
| Stati Uniti (mainstream rock) | 30                |